# Prächtiger Blattkäfer
Der Prächtige Blattkäfer oder Goldglänzende Blattkäfer (Fasta fastuosa) ist ein Käfer aus der Familie der Blattkäfer (Chrysomelidae).

## Merkmale
Der Prächtige Blattkäfer wird fünf bis sechs Millimeter lang. Das Außenskelett glänzt stark und metallisch in den Farben blau, grün, rot und violett. Die Färbung variiert hier von Tier zu Tier, bei den meisten Exemplaren finden sich aber ein blauer Längsstreifen auf den Flügeldecken sowie zwei blaue Flecke auf dem Thorax. Der Körper ist oval geformt und gedrungen gebaut. Auf den Flügeldecken ist eine Anzahl von Längsstreifen aus Punkten erkennbar. Die ersten drei Fühlerglieder sind gelbbraun, die restlichen sind dunkel gefärbt, das Fühlerende ist leicht verdickt. Die Beine glänzen grün.
Die Art ist durch den kräftigen Endzahn unterseits des Klauenglieds der Vordertarsen gekennzeichnet. Zudem sind die Augen eher oval als nierenförmig. Durch diese Merkmale lässt sich Fasta fastuosa von mitteleuropäischen Chrysolina-Arten unterscheiden.

## Vorkommen
Die Käfer sind in Mitteleuropa weit verbreitet, werden in Spanien und der Türkei seltener und fehlen im hohen Norden Skandinaviens. Sie bewohnen offenes oder buschreiches Gelände, wie Hecken, Brachland, Wiesen oder Waldränder.

## Lebensweise
Die tagaktiven Tiere sitzen meist an Lippenblütlern, von deren Blättern sie sich ernähren. Sie fliegen nur ungern. Im Frühling legt das Weibchen die Eier auf die Futterpflanze. Die Larven ernähren sich wie die ausgewachsenen Tiere. Nach einigen Monaten verpuppt sich die Larve. Aus der Puppe schlüpfen die fertigen Käfer, die von April bis September angetroffen werden können.

## Systematik
Fasta fastuosa wurde früher in die Gattung Chrysolina eingeordnet, als einziges Mitglied der von Warchałowski 1991 vorgeschlagenen monotypischen Untergattung Fastuolina. Da diese ungültig beschrieben wurde, wurde im Jahr 2019 von Petitpierre und Alonso-Zarazaga Fasta als neuer Name für die Untergattung vorgeschlagen.
Auf der Grundlage phylogenetischer Untersuchungen stellten Gauthier et al. 2023 eine verwandtschaftliche Nähe zu der Gattung Oreina fest, zu welcher das Taxon (im Gegensatz zu anderen Chrysolina-Arten) in einem Schwestergruppenverhältnis steht. Deshalb erhoben sie den taxonomischen Rang von Fasta zur Gattung und rekombinierten die Art als Fasta fastuosa.

### Unterarten
- Fasta fastuosa andorrensis Bechyné, 1950
- Fasta fastuosa biroi Csiki, 1953
- Fasta fastuosa fastuosa (Scopoli, 1763)
- Fasta fastuosa inexplicabilis (Brancsik, 1910)
- Fasta fastuosa ventricosa (Suffrian, 1858)

### Synonyme
- Coccinella fastuosa Scopoli, 1763
- Dlochrysa fastuosa (Scopoli), 1763
- Chrysolina fastuosa (Scopoli), 1763[6]